# John Asare-Antwi
John Asare-Antwi (* 28. November 1935 in Begoro, Eastern Region) ist ein ehemaliger ghanaischer Sprinter, der sich auf den 400-Meter-Lauf spezialisiert hatte.
Bei den Olympischen Spielen 1960 in Rom schied er über 400 m in der ersten Runde aus und erreichte in der 4-mal-400-Meter-Staffel das Halbfinale.
1962 gewann er bei den British Empire and Commonwealth Games in Perth mit der ghanaischen 4-mal-440-Yards-Stafette Bronze.
Seine persönliche Bestzeit über 440 Yards von 48,2 s (entspricht 47,5 s über 400 m) stellte er 1962 auf.